# Panslavizem
Panslavizem ali vseslovanstvo je politična ideologija, ki se je ukvarjala s celostjo in enotnostjo Slovanov. To politično-družbeno in kulturno-konfesionistično gibanje se je izkristaliziralo v sredini 19. stoletja. Najvplivnejše je bilo na Balkanu, kjer so neslovanski imperiji stoletja vladali Južnim Slovanom. To so bili v glavnem Bizantinsko cesarstvo,  Avstrijsko cesarstvo, Avstro-Ogrska, Osmansko cesarstvo in Beneška republika.

## Izvori
Razširjeni panslavizem se je začel podobno kot pangermanizem (pangermanstvo, vsegermanstvo). Obe gibanji sta zrasli iz občutka enotnosti in nacionalizma, izkušenih znotraj etničnih skupin po francoski revoluciji in posledičnimi napoleonskimi vojnami proti evropskim monarhijam. Kakor pri drugih gibanjih romantičnega nacionalizma, so slovanski intelektualci in učenjaki pri razvoju področij zgodovine, filologije in folklore dejavno vzpodbujali hrepenenje za svojo deljeno istovetnost in izvor. Panslavizem je soobstojal skupaj z južnoslovansko neodvisnostjo.
Splošno rabljena simbola panslovanskega gibanja so bile panslovanske barve (modra, bela in rdeča) in panslovanska himna »Hej Slovani«.
Med prvimi panslavisti so bili hrvaški pisec Vinko Pribojević iz 16. stoletja in Aleksandar Komulović, Bartol Kašić, Ivan Gundulić in hrvaški rimskokatoliški misionar Juraj Križanić iz 17. stoletja. Nekatere najzgodnejše pojavitve panslavistične misli znotraj habsburške monarhije se pripisuje Adamu Franzu Kollárju in Pavolu Jozefu Šafáriku. Gibanje se je začelo po koncu napoleonskih vojn leta 1815. Izraz »panslavizem« je leta 1826 na Češkem prvi predlagal slovaški odvetnik in pisec Ján Nepomuk Herkeľ (1786–pred 1853). Med drugimi sta zamisel panslavizma sprejela Vuk Stefanović Karadžić in Ljudevit Gaj.
Po napoleonskih vojnah so evropski voditelji poskušali znova vzpostaviti predvojni status quo. Na dunajskem kongresu med letoma 1814 in 1815 je avstrijski predstavnik Metternich temu statusu quoju v Avstriji občutil grožnjo nacionalistov, ki so zahtevali neodvisnost od imperija. Čeprav je državljane sestavljalo več etničnih skupin, kot so bili Italijani, Romuni, Madžari itd., je bila večina državljanov Slovanov.

## Prvi panslovanski kongres v Pragi leta 1848
Prvi panslovanski kongres je bil junija 1848 v Pragi med revolucionarnim gibanjem. Čehi niso hoteli poslati svojih predstavnikov na frankfurtsko skupščino in  so čutili, da so imeli Slovani drugačen interes od Germanov. Avstroslavist František Palacký je predsedoval dogodku, podpredsednik pa je bil Stanko Vraz. Večina delegatov je bilo Čehov in Slovakov. Palacký je pozval po sodelovanju Habsburžanov in je tudi odobril habsburško monarhijo kot politično tvorbo, ki bo najverjetneje zaščitila ljudi v Srednji Evropi. Ko so ga Germani vprašali naj se izreče v prid njihove želje za nacionalno enotnost, je odvrnil negativno, saj bi to oslabilo habsburško državo: »Res, če bi bilo tako, da Avstrija dolgo ne bi obstajala, bi bilo nujno v interesu Evrope, v interesu vsega človeštva samega, jo ustanoviti.«
Panslovanski kongres se je sestal med revolucionarnimi nemiri leta 1848. Mladi praški prebivalci so se odpravili na ulice, med soočenjem je zablodeli naboj ubil ženo feldmaršala Windisch-Graetza, načelnika avstrijskih sil v Pragi. Windisch-Graetz je razjarjen oblegal mesto, razpustil kongres in v Bohemiji razglasil vojno stanje.

## Panslavizem v Čeških deželah in Slovaški
Prvo panslovansko zborovanje je bilo med 2. in 16. junijem 1848 v Pragi. Delegati kongresa so bili posebej tako protiavstrijski kot protiruski. Še vedno »desno« – zmerno liberalno krilo kongresa – pod vodstvom Františka Palackega (1798–1876), češkega zgodovinarja in politika, ter Pavola Jozefa Šafárika (1795–1861), slovaškega filologa, zgodovinarja in arheologa, je zagovarjalo avtonomijo slovanskih dežel v okviru avstrijske (habsburške) monarhije. Nasprotno si je »levo« – radikalno krilo kongresa – pod vodstvom Karla Sabine (1813–1877), češkega pisatelja in novinarja, Josefa Václava Friča (1829–1890), češkega pesnika, novinarja in nacionalista, Karola Libelta (1817–1861), poljskega pisatelja in politika ter drugimi, prizadevalo za tesno zavezništvo z revolucionarno-demokratskim gibanjem, ki je leta 1848 potekalo v Nemčiji in na Madžarskem.
Narodni preporod v madžarski »Gornji deželi« (sedanji Slovaški) se je zgodil v povsem novi luči, tako pred slovaško vstajo leta 1848 kot po njej. Gonilna sila tega preporodnega gibanja so bili slovaški pisatelji in politiki, ki so se imenovali štúrovci, privrženci Ľudovíta Štúrja. Ker je bilo slovaško plemstvo madžarizirano in je bila večina Slovakov zgolj kmetov ali duhovnikov, to gibanje ni pritegnilo veliko pozornosti. Kljub temu je bila kampanja uspešna, saj je bratsko sodelovanje med Hrvati in Slovaki vso vojno obrodilo sadove. Večina spopadov med Slovaki in Madžari pa se ni izšla v prid Slovakom, ki so jih Avstrijci logistično podpirali, a ne dovolj. Odločilno se je izkazalo tudi pomanjkanje delovne sile.
Med vojno je Slovaški narodni svet svoje zahteve prinesel mlademu avstrijskemu cesarju Francu Jožefu I. in zdelo se je, da je to upošteval ter obljubil podporo Slovakom proti revolucionarnim radikalnim Madžarom. Ko pa je bilo revolucije konec, so na slovaške zahteve pozabili. Te zahteve so vključevale avtonomno deželo znotraj avstrijskega cesarstva, imenovano »Slovaška regija« (Slovenský kraj), ki bi jo na koncu vodil srbski knez. To dejanje cesarjeve nevednosti je prepričalo slovaško in češko elito, ki sta koncept avstroslavizma razglasili za mrtvega.
Zgražan nad cesarjevo politiko je leta 1849 Štúr, ki je kodificiral prvi uradni slovaški jezik, napisal knjigo z naslovom Slovanstvo in svet prihodnosti. Ta knjiga je služila kot manifest, kjer je opozoril, da avstroslavizem ni več prava pot. Napisal je tudi stavek, ki vse do danes pogosto služi kot navedek: »Vsak narod ima svoj čas pod Božjim soncem in lipa [simbol Slovanov] cveti, medtem ko je hrast [simbol Tevtonov] dolgo cvetel.«
Izrazil pa je zaupanje v Ruski imperij, saj je to edina država Slovanov, v kateri ni prevladoval nihče drug, a je bila ena najmočnejših narodov na svetu. Slovane je pogosto simboliziral kot drevo, pri čemer so bili »manjši« slovanski narodi veje, medtem ko je bilo deblo drevesa rusko. Njegovi panslovanski pogledi so bili sproščeni v tej knjigi, kjer je izjavil, da bi moralo deželo Slovakov priključiti carskemu imperiju in da bi sčasoma prebivalstvo lahko bilo ne le rusificiralo, ampak bi se tudi spreobrnilo v obred pravoslavja, prvotno razširjeno vero svetih Cirila in Metoda v času Velike Moravske, ki je služila kot opozicija frankovskim katoliškim misijonarjem. Po madžarskem vdoru v Panonijo so se Madžari spreobrnili v katolištvo, kar je učinkovito vplivalo na Slovane, ki so živeli v Panoniji in v deželi južno od Lehov.
Vendar pa je Ruski imperij pogosto trdil, da je panslavizem opravičilo za njegove agresivne poteze na Balkanskem polotoku v Evropi proti Osmanskem cesarstvu, ki je stoletja osvajalo in obvladovalo deželo Slovanov. To je na koncu pripeljalo do balkanske kampanje Ruskega imperija, ki je povzročila osvoboditev celotnega Balkana izpod Osmanskega cesarstva s pomočjo in pobudo Ruskega imperija. Panslavizem ima nekaj privržencev med češkimi in slovaškimi politiki, zlasti med nacionalističnimi in skrajno desničarskimi, kot je Ljudska stranka – Naša Slovaška.
Med 1. svetovno vojno so zajete slovanske vojake prosili za boj proti »zatiranju v avstrijskem imperiju«. Posledično so nekateri to storili. (glej Češkoslovaška legija)
Z ustanovitvijo neodvisne Češkoslovaške leta 1918 so stari ideali panslavizma zastareli. Odnosi z drugimi slovanskimi državami so bili različni, včasih so bili tako napeti, da so prerasli v oborožen spopad, na primer z Drugo poljsko republiko, kjer so mejni spopadi zaradi Šlezije povzročili kratek sovražni spopad – poljsko-češkoslovaško vojno januarja 1919. Pred in med 2. svetovno vojno so se pojavile celo napetosti med Čehi in Slovaki.

## Panslavizem pri Južnih Slovanih
Panslavizem na jugu se je za podporo velikokrat obrnil k Rusiji. Južnoslovansko gibanje je zagovarjalo neodvisnost Slovanov v Avstro-Ogrski, Beneški republiki in Osmanskem cesarstvu. Nekateri srbski intelektualci so si prizadevali za združitev vseh Južnih – balkanskih Slovanov, tako katoliških (Slovencev, Hrvatov), muslimanskih (Bošnjakov, Pomakov) ali pravoslavnih (Srbov, Makedoncev, Bolgarov), kot »južnoslovanski narod treh ver«.
Avstrija se je bala, da bodo panslavisti ogrozili imperij. V Avstro-Ogrski so bili Južni Slovani porazdeljeni med več entitet: Slovenci v avstrijskem delu (Kranjska, Štajerska, Koroška, Goriška in Gradiščanska, Trst, Istra (tudi Hrvati), Hrvati in Srbi v madžarskem delu znotraj avtonomne Kraljevine Hrvaške in Slavonije in avstrijskem delu znotraj avtonomne Kraljevine Dalmacije in v Bosni in Hercegovini pod neposrednim nadzorom z Dunaja. Zaradi različnega položaja znotraj Avstro-Ogrske so bili med Južnimi Slovani v Avstro-Ogrski izraziti različni cilji. Močna alternativa panslavizmu je bil avstroslavizem, še posebej med Slovenci in Hrvati. Ker so bili Srbi razkropljeni med več regijami, in zaradi dejstva, da so imeli vezi z neodvisno nacionalno državo – Kraljevino Srbijo, so bili med najmočnejšimi zagovorniki neodvisnosti Južnih Slovanov od Avstro-Ogrske in združitve v skupno državo pod vladavino tedanje srbske monarhije.
Leta 1863 je Društvo srbske filologije praznovalo tisočletnico Cirilove smrti. Njegov predsednik Dimitrije Matić je govoril o nastanku etnično »čistih« Slovanov: »z božjo pomočjo bi morali biti le Slovani s čisto slovanskimi obrazi in čisto slovanskim značajem.«
Po 1. svetovni vojni je nastanek Kraljevine Jugoslavije pod srbskim kraljestvom dinastije Karadžorževičev združil večino južnoslovanskih narodov ne glede na religijo in kulturnim ozadjem. Edini, ki se niso združili, so bili Bolgari. Kraljevina Jugoslavija v tem času sicer ni rešila nobenega narodnega vprašanja majhnih slovanskih narodov, še posebej ne slovenskega in makedonskega. Odnosi med narodi so se med Južnimi Slovani tedaj še globlje zaostrili.
V letih po 2. svetovni vojni so nastali predlogi o vključitvi Bolgarije k Veliki Jugoslaviji, da bi tako bili združeni vsi Južni Slovani v eni državi. Zamisel so opustili po razkolu med Titom in Stalinom leta 1948 za časa informbiroja. To je potem vodilo do nekaj grenkih čustev med Jugoslovani in Bolgarijo.
Po koncu 2. svetovne vojne je vodja jugoslovanskih partizanov Tito, Hrvat, postal predsednik Jugoslavije, država pa je postala socialistična republika, s sloganom »bratstvo in enotnost« med različnimi Slovani.

### Panslavizem na Slovenskem
Prvega panslovanskega kongresa so se od Slovencev udeležili Stanko Vraz (1810-1851), Alojz Šparavec (1819–1857) in Anton Globočnik (1825–1912). Na kongresu je bilo posebej za Slovence sprejeto, da zahtevajo oblikovanje svoje združene (habsburške) Kraljevine Slovenije s sedežem v Ljubljani, ki bo združevala dežele Koroško, Kranjsko, Štajersko in Primorsko, in bo enakopraven člen monarhije. Slovenci so svoje zahteve postavili v manifestu, ki pa na zasedanju ni bil objavljen. Nadalje je manifest zahteval uvajanje slovenščine kot šolskega, uradnega in sodnega jezika – postavljena je bila tudi zahteva po ustanovitvi slovenske univerze v Ljubljani.
Na drugem panslovanskem kogresu leta 1898 v Pragi in Vroclavu je bila slovenska delegacija velika: Ivan Hribar, Janez Evangelist Krek, Fran Šuklje, Karel Bleiweis, Josip Sernec, Ivan Tavčar, Dragotin Hribar. Glavna resolucija kongresa je bila namenjena vsem Slovanom, ki bi morali delovati enotno in solidarno. Ruski delegati so izrazili podporo in pomoč Slovanom habsburške monarhije.
Na četrtem panslovanskem kongresu leta 1910 v Sofiji so bili slovenski delegati: Ivan Hribar, Ivan Lah, Andrej Gabršček, Rasto Pustoslemšek in Albert Kramer. Pred kogresom je med Slovenci naraščal negativni pogled na južnoslovanski panslavizem.

## Panslavizem na Poljskem
Razen Rusije je poljski narod za razliko od drugih Slovanov imel neodvisnost kot del različnih entitet več stoletij pred nastankom panslavizma.
Po letu 1795 je revolucionarna in napoleonska Francija vplivala na mnoge Poljake, saj so nanje gledali kot zmagovalce za rekonstrukcijo njihove obstoječe države – še posebej, ker je bila skupšni sovražnik Avstrije, Prusije in tudi Rusije, katere panslovanska retorika za osvoboditev vseh drugih Slovanov je vznemirljevala Poljake. V ta namen panslavizem med Poljaki ni bil v celoti sprejet, razen v zgodnjem obdobju od njegovega prvotnega zametka. Poljska je kljub temu izrazila solidarnost s svojimi soslovanskimi narodi, ki so trpeli zatiranje in so si prizadevali za neodvisnost.
Medtem ko je bil panslavizem kot ideologija škodljiv za avstro-ogrske interese, so Poljaki namesto tega sprejeli široko avtonomijo znotraj države in zavzeli lojalistično stališče do Habsburžanov. V okviru avstro-ogrske države so lahko razvijali svojo narodno kulturo in ohranjali poljski jezik, ki sta bila ogrožena tako v nemškem kot v ruskem imperiju. Predlagali so panslovansko federacijo, vendar pod pogojem, da bo Ruski imperij izključen iz takšne entitete. Potem ko je Poljska leta 1918 ponovno pridobila neodvisnost (od Nemčije, Avstrije in Rusije), nobena notranja frakcija ni obravnavala panslavizma kot alternative, saj je na panslavizem gledala kot na rusifikacijo. V času poljske dobe komunizma je Sovjetska zveza uporabljala panslavizem kot propagandno orodje, da bi upravičila svoj nadzor nad državo. Vprašanje panslavizma ni bilo del sedanje glavne politike in je splošno obravnavano kot ideologija ruskega imperializma.

Joseph Conrad v Notes on Life and Letters:

»... med polonizmom in slovanstvom ni toliko sovraštva kot popolne in neizkoreninjene nezdružljivosti.« ... Conrad trdi, da »nič ni bolj tujega od tega, kar se v literarnem svetu imenuje slovanstvo njegovi individualni občutljivosti in celotna poljska miselnost.«

## Panslavizem v Rusiji
V Rusiji so bile konec 30-ih let 18. stoletja v delih Mihaila Pogodina (1800–1875) predlagane teze za potrditev posebnosti slovanskega sveta in najvišjih duhovnih vrednot, ki so lastne slovanskim narodom in resnični veri - pravoslavju. V slovanofilski ideologiji je pomembno mesto zasedla teza o vodilni vlogi Rusije med Slovani, o njenem povezovalnem poslanstvu. Projekte za politično združitev Slovanov pod okriljem Ruskega imperija so v 18. in 19. stoletju razvili Andrej Samborski (1732–1815), Vasilij Malinovski (1765–1814) in drugi. Slovanofili so bili zagovorniki osvoboditve Slovanov izpod osmanske in avstrijske oblasti ter ustanovitve slovanske federacije.
Ruski slovanofili v 40-ih in 50-ih letih 19. stoletja – Konstantin Aksakov (1817–1860), Aleksej Homjakov (1804–1860), Ivan Kirejevski (1806–1856) in drugi – so prišli na zamisel, da bi nasprotovali slovanskemu pravoslavnemu svetu z Rusijo na čelu – »bolno«, brezverno Evropo. Nasprotniki slovanofilov, zahodnjaki (Peter Čaadajev (1894–1856), Aleksander Gercen (1812–1870)), niso priznavali posebne vloge Rusije med slovanskimi narodi. Poraz v krimski vojni med letoma 1853 in 1856, poljska osvobodilna vstaja v letih 1863 in 1864 sta povzročila aktivacijo ruskih panslavistov, kar je vodilo do Slavističnega kongresa v Moskvi leta 1867 in delovanja slovanskih odborov.
Panslovanske zamisli so zasedle pomembno mesto v teoretičnih raziskavah Ivana Aksakova (1823–1886), Nikolaja Danilevskega (1822–1885) in znanstvenega razvoja slavista Vladimirja Lamanskega (1833–1914). Panslavizem je imel največjo politično težo v 70-ih letih, zlasti med rusko-turško vojno v letih 1877 in 1878, ko je šlo za stvarna zunanjepolitična dejanja. Številni predstavniki državnih ruskih oboroženih sil – knez Vladimir Čerkaski, generali Mihail Černjajev, Mihail Skobeljev, Rostislav Fadejev – so bili podporniki panslavizma.
V času Sovjetske zveze je boljševistična miselnost gledala na panslavizem kot reakcionarni element, ki ga je prej rabil Ruski imperij. Posledično so boljševiki nanj gledali v nasprotju s svojo marksistično ideologijo. Panslaviste so v Sovjetski zvezi celo preganjali v času stalinističnih represij (glej Primer slavistov).
Kljub temu je v zvezi z okupiranimi državami še vedno potekal obsežen proces rusifikacije, ki je nadaljevala diskriminatorne prakse Ruskega imperija ter uporabljala ekonomska in socialna prisilna podpihovanja za spreobrnjenje ljudi v rusko kulturo. (glej tudi ruski svet)

## Panslavizem v Ukrajini
V Ukrajini so se zamisli panslavizma razširile v prvi četrtini 19. stoletja (zlasti Društvo združenih Slovanov), njihov vpliv je jasno viden v programu Društva Cirila in Meotda, ustanovljenem decembra 1845, med ukrajinskimi učenjaki sredi 19. stoletja (Mihajlo Maksimovič (1804–1873), Osip Bodjanski (1808–1877)), pa tudi med liberalnim delom ukrajinskega plemstva (Grigorij Galagan (1819–1888), Mikola Rigelman (1817–1888) idr.), katerega predstavniki so dejavno sodelovali pri dejavnostih slovanskih odborov v Kijevu in Odesi v 1850-ih in 70-ih. Manifest društva Knjiga obstoja ukrajinskega naroda (Книги буття українського народу), pripisan ustanovitelju društva Mikoli Kostomarovu, je začrtal koncept Ukrajine kot države, ki je najceloviteje ohranila in politično institucionalizirala glavne značilnosti slovanskega značaja – enakopravnost, svobodoljubje in demokracijo.
Ukrajinski panslavizem sredine 19. stoletja je svojo konceptualizacijo gradil na verskih osnovah. Za najbolj naravne nosilce krščanstva je imel slovanske narode, ki bi se s pomočjo izkušenj ukrajinske zgodovine Zaporoške Seči in Hetmanata osvobodili tuje prevlade in zgradili družbo podobni družbi starozaveznega Izraela iz dobe šofetov – nehierarhičnega teokratičnega sistema, najbolj harmonične oblike politične strukture z vidika ukrajinskih panslavistov. Ukrajinski narod zato pri združitvi Slovanov deluje kot »kamen, ki so ga graditelji zavrnili, in je postal glava vogala«.
Panslovanske zamisli so prišle v ukrajinske dežele kot del Avstrije tako z zahoda kot iz Rusije. Po zgledu drugih slovanskih narodov je bila leta 1848 v Lvovu ustanovljena Gališko-ruska matica. Med revolucijo 1848-49 v Avstrijskem cesarstvu so Ukrajinci v Galiciji začeli navezovati stike s slovanskimi osebnostmi Avstrijskega cesarstva, zlasti so sodelovali na prvem panlovanskem kongresu v Pragi. Pod vplivom zamisli iz Rusije je del ukrajinske inteligence stopil na pot moskvofilstva (galicijskega rusofilstva), ki so ga podpirali ruski panslovanski krogi. Kot je pozneje leta 1922 o veji promoskovskih panslavistov zapisal Dmitro Dorošenko:

»Slovanske zadeve v Ukrajini so v zadnjih desetletjih postale manj priljubljene zaradi tako imenovanih »slavofilskih krogov«, ki so se ukvarjali z monopolno oskrbo in združevali svoje zanimanje za slovanstvo z ozkim in nestrpnim moskovskim nacionalizmom. Ti državni slovanofili so bili pripravljeni nadlegovati in zadušiti nacionalno gibanje tako med slovanskimi narodi, ki so že pripadali imperiju, kot so Ukrajinci, Belorusi, Poljaki, kot med drugimi Slovani, ki so jih zanimali in pomagali različni „Slovanski dobrodelni odbori“ iz Rusije«.

Nekateri vodilni ukrajinski javni delavci na področju znanosti in kulture druge polovice 19. in začetka 20. stoletja, zlasti Mihajlo Gruševski (1866–1915), so odkrito nasprotovali »panslavizmu«, saj so v njem videli grožnjo nacionalnim interesom ukrajinskega naroda.

## Razvoj v novejšem času
Pristna zamisel enotnosti Slovanov je po 1. svetovni vojni skoraj izginila, ko je maksima »Versailles in Trianon končala vseslovanstvo« in je bila dokončno ukinjena s padcem komunizma v Srednji in Vzhodni Evropi v poznih 1980-ih. Z razpadom zveznih držav, kot sta Češkoslovaška in SFRJ, ter problemom ruske prevlade v kateri koli predlagani vseslovanski organizaciji, zamisel panslovanske enotnosti v zahodnem svetu večinoma velja za mrtvo. Med slovanskimi državami sedaj obstajajo različni odnosi – segajo od enakovrednega medsebojnega spoštovanja in naklonjenosti drug do drugega prek tradicionalnega odpora in sovraštva do brezbrižnosti. Nobena, razen organizacij, ki so usmerjene v kulturo in dediščino, trenutno ne velja za obliko zbliževanja med državami slovanskega izvora. Politične stranke, ki kot del svojega programa vključujejo panslavizem, običajno živijo na obrobju političnega spektra. Na Poljskem na primer kandidati stranke Slovanska zveza (Związek Słowiański), ustanovljene leta 2006, niso prejeli več kot nekaj tisoč glasov. V sodobnem času se pozivi k panslavizmu pogosto pajavljajo v Belorusiji, Rusiji, Srbiji in na Slovaškem.

## Nastanek panslovanskih jezikov
Podobnost slovanskih jezikov je navdihnila mnoge za ustvarjanje panslovanskih jezikov, to je conskih pomožnih jezikov za sporazumevanje vseh Slovanov med seboj. V preteklosti so ustvarili več takšnih jezikov, veliko panslovanskih jezikov pa so zaradi interneta ustvarili v digitalni dobi. Najbolj priljubljen sodobni panslovanski jezik je medslovanščina.
Križanić je leta 1665 napisal prvo panslovansko slovnico Gramatíčno izkâzanje ob rúskom jezíku. Jezik je imenoval »ruski jezik«, v resnici pa je temeljil na mešanici ruske izdaje cerkvenoslovanščine in njegovega lastnega južnočakavskega nareščja hrvaščine. Uporabljal ga je ne samo za slovnico, ampak tudi v drugih delih, med drugim v razpravi Politika (1663–1666). Po analizi nizozemskega slavista Toma Ekmana je 59 % besed, uporabljenih v Politiki, skupnega slovanskega porekla, 10 % jih prihaja iz ruščine in cerkvenoslovanščine, 9 % iz hrvaščine in 2,5 % iz poljščine.
V drugi polovici 19. stoletja so bili projekti panslovanskega jezika večinoma domena Slovencev in Hrvatov. V tej dobi prebujanja narodne zavesti so bili Rusi edini Slovani, ki so imeli svojo državo – drugi slovanski narodi so naseljevali velike, večinoma neslovanske države, jasne meje med različnimi narodi pa so večinoma manjkale. Med številnimi prizadevanji za oblikovanje pisnih standardov za južnoslovanske jezike so bila tudi prizadevanja za vzpostavitev skupnega južnoslovanskega jezika, ilirščine, ki bi lahko v prihodnosti služil tudi kot knjižni jezik za vse Slovane. Posebno pomembno je delo Matije Majarja (1809–1892), avstroslavista, ki je pozneje prestopil v panslavizem. Leta 1865 je izdal Vzajemni slovanski pravopis (Uzajemni Pravopis Slavjanski). V tem delu je domneval, da je najboljši način za sporazumevanje Slovanov z drugimi Slovani ta, da za izhodišče vzamejo svoj jezik in ga nato postopoma spreminjajo. Najprej je predlagal spremembo pravopisa vsakega posameznega jezika v generični (»vzajemni«) panslovanski pravopis, nato je opisal slovnico, ki je temeljila na primerjavi petih glavnih slovanskih jezikov njegovih dni: starocerkvenoslovanskega, ruskega, poljskega, češkega in srbskega. Poleg knjige o jeziku samem jo je Majar uporabil tudi za biografijo Cirila in Metoda Sveta brata Ciril in Metod, slovanska apostola ter za revijo Slavjan, ki jo je izdajal v letih med 1873 in 1875. Odlomek v jeziku je še vedno viden na oltarju Majarjeve cerkve v Goričah v Ziljski dolini.
Druge panslovanske projekte so v istem obdobju objavili hrvaško-srbski književnik, diplomat in politik Matija Ban, Slovenca Radoslav Razlag in Božidar Raič ter Makedonski Bolgar Grigor Prličev – vse temelječe na zamisli združitve stare cerkvene slovanščine z elementi iz sodobnih južnoslovanskih jezikov.